# Antonio Patriota
Antonio de Aguiar Patriota ComMM (Rio de Janeiro, 27 de abril de 1954) é um diplomata e filósofo brasileiro, ex-ministro das Relações Exteriores durante o governo Dilma Rousseff. Ministro de primeira classe, atualmente é embaixador do Brasil no Reino Unido, também tendo sido embaixador no Egito e Eritreia, Itália, Malta e San Marino e nos Estados Unidos. Em março de 2023, seu nome foi indicado para Embaixador do Brasil no Reino Unido e Irlanda.
O embaixador Patriota é membro da iniciativa "Líderes pela Paz", presidida pelo ex-primeiro-ministro francês Jean-Pierre Raffarin.

## Biografia
Formado em filosofia pela Universidade de Genebra, ingressou no Instituto Rio Branco em 1979. Teve o melhor desempenho acadêmico entre os alunos de sua turma, recebendo por isso o Prêmio Rio Branco, medalha de Vermeil. Ingressou na carreira em 1979 e ocupou, entre suas posições de destaque, os cargos de secretário de Planejamento Diplomático, chefe de Gabinete do chanceler Celso Amorim, subsecretário-geral de Assuntos Políticos, embaixador do Brasil nos Estados Unidos, secretário-geral das Relações Exteriores e Ministro das Relações Exteriores durante o governo de Dilma Rousseff.
Formou-se pelo Instituto Rio Branco (1979), após cursar filosofia na Universidade de Genebra. Foi agraciado com doutorado honoris causa em serviço público pela Chatham University (2008), Pennsylvania. Entre suas obras publicadas, estão "O Conselho de Segurança após a Guerra do Golfo" (2ª ed., 2010) e dois volumes de "Discursos, artigos e entrevistas" (FUNAG, 2013 e 2016), relativos a seu período à frente do Ministério das Relações Exteriores.

### Histórico
Parte de uma família tradicionalmente vinculada à diplomacia, é filho do jornalista e diplomata potiguar Antonio Patriota e irmão do também diplomata Guilherme de Aguiar Patriota. Foi secretário-geral das Relações Exteriores, de outubro de 2009 a dezembro de 2010; embaixador do Brasil em Washington, de 2007 a 2009; subsecretário-geral Político do Ministério das Relações Exteriores, de 2005 a 2007; chefe de Gabinete do Ministro das Relações Exteriores, em 2004; e secretário de Planejamento Diplomático do Ministério das Relações Exteriores, em 2003.
No exterior, serviu também na Missão Permanente do Brasil junto aos Organismos Internacionais em Genebra (1999-2003), onde, por dois anos, foi Representante Alterno junto à Organização Mundial do Comércio; na Missão Permanente do Brasil junto às Nações Unidas em Nova York (1994-1999), onde integrou a Delegação brasileira ao Conselho de Segurança da ONU; nas Embaixadas do Brasil em Caracas (1988-1990) e em Pequim (1987-1988); e na Delegação Permanente em Genebra (1983-1987).
Entre 1992 e 1994, foi subchefe da Assessoria Diplomática do Presidente Itamar Franco.
Concluiu o curso de preparação à Carreira de Diplomata do Instituto Rio Branco em 1979. Sua tese para o curso de Altos Estudos do Instituto Rio Branco, intitulada "O Conselho de Segurança após a Guerra do Golfo: a articulação de um novo paradigma de segurança coletiva", foi publicada em 1998.
É casado com Tania Cooper, representante do Fundo de População das Nações Unidas (FNUAP) para Colômbia e Venezuela, e tem dois filhos, Miguel e Thomas.
Em 2004, Patriota foi admitido pelo presidente Luiz Inácio Lula da Silva ao grau de Comendador especial da Ordem do Mérito Militar.
Em 2019, lançou CD de música de elevador intitulado "Geografia do Sentimento", sob o pseudônimo "Tonio de Aguiar".

### Ministério das Relações Exteriores

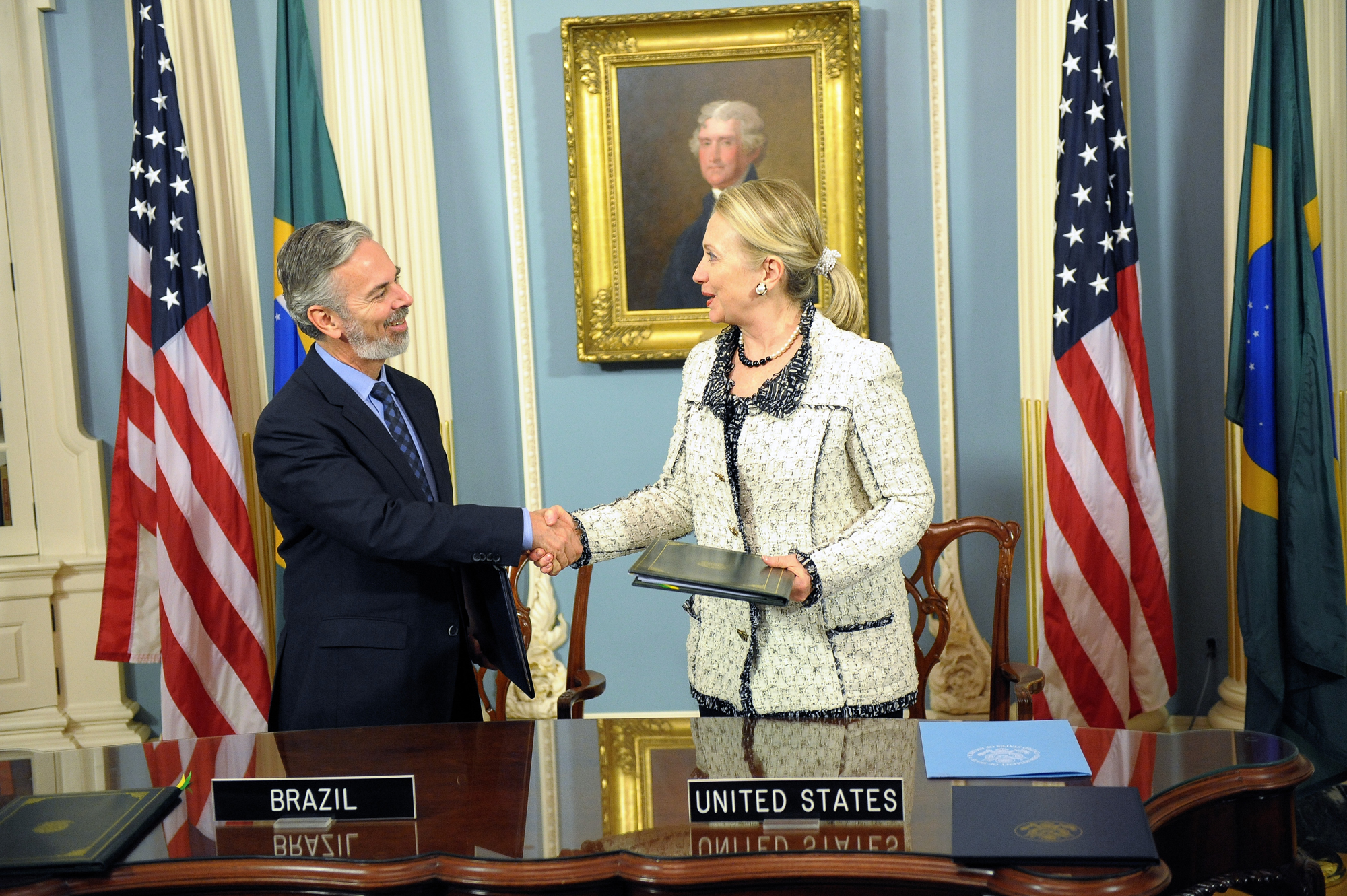
A secretária de Estado dos EUA, Hillary Clinton, e o ministro das Relações Exteriores do Brasil, Antonio Patriota, apertam as mãos após a assinatura do Memorando de Parceria de Aviação Brasil-EUA no Departamento de Estado dos EUA em Washington, D.C., em 9 de abril de 2012.

Tomou posse como ministro das Relações Exteriores da República Federativa do Brasil em 1º de janeiro de 2011, substituindo o chanceler Celso Amorim.  Entre as principais iniciativas da política externa brasileira durante sua gestão, destacam-se a organização da Conferência das Nações Unidas sobre Desenvolvimento Sustentável (Rio+20) e a proposição do conceito de "responsabilidade ao proteger"  nos debates sobre segurança e proteção de civis na Organização das Nações Unidas (ONU).
Em 26 de agosto de 2013, apresentou sua renúncia à presidente Dilma Rousseff, o motivo da demissão de Patriota foi o episódio do senador boliviano Roger Pinto Molina, que estava asilado na embaixada brasileira em La Paz e foi trazido para o Brasil em um carro oficial brasileiro, embora não tivesse autorização do governo boliviano para deixar o país. 

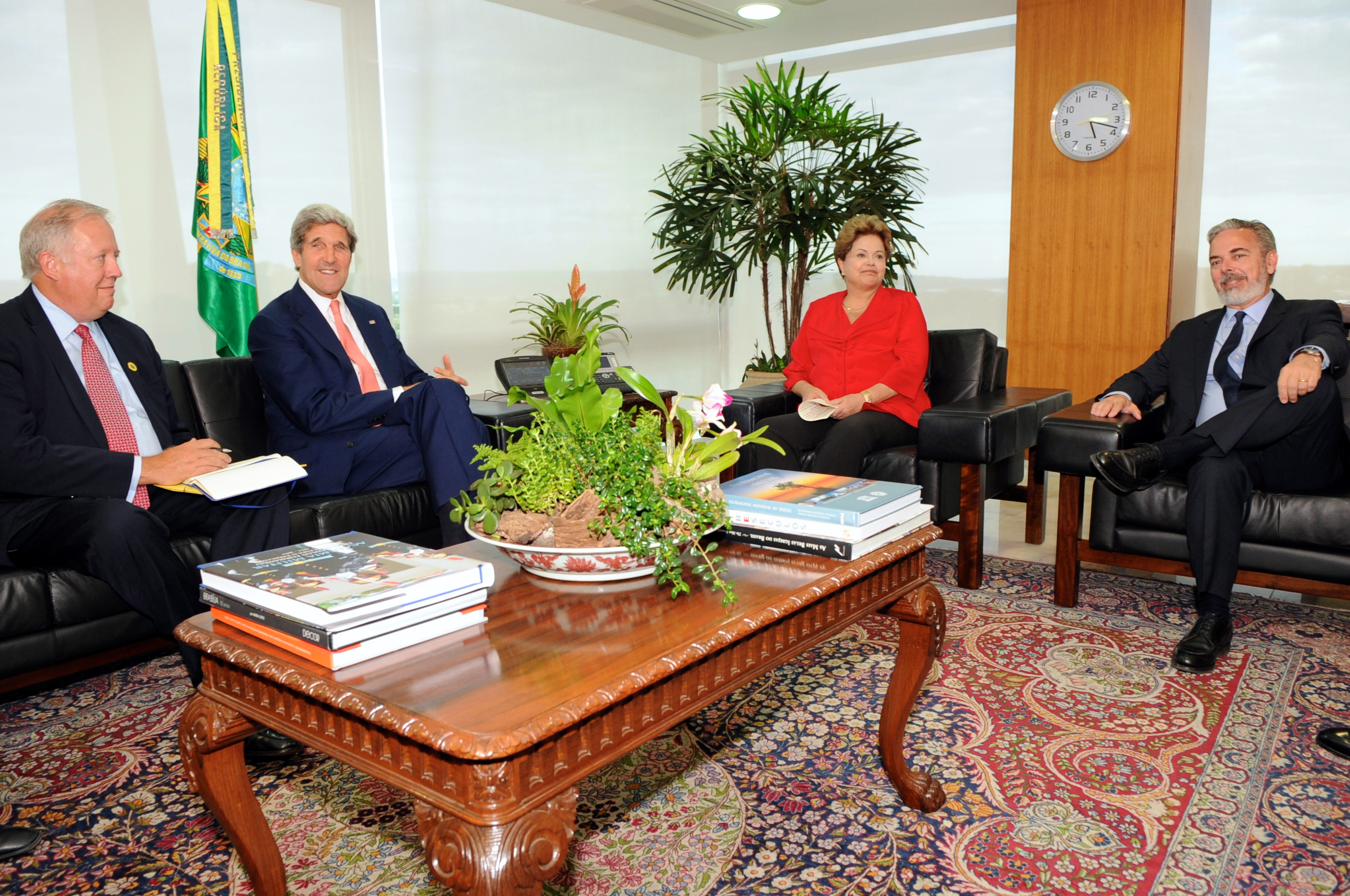
O secretário de Estado dos EUA, John Kerry, e a presidente do Brasil, Dilma Rousseff, ao lado do embaixador dos EUA no Brasil, Thomas Shannon, e do chanceler brasileiro, Antonio Patriota, respectivamente, posam para fotógrafos antes de uma discussão bilateral no gabinete da presidente Dilma Rousseff em Brasília, Brasil, em 13 de agosto de 2013.

Após uma reunião com a presidente Dilma Rousseff, foi divulgada uma nota em que a presidente agradecia o trabalho de Patriota à frente do Ministério de Relações Exteriores e informava que ele seria o novo representante do Brasil nas Nações Unidas. Foi substituído no Itamaraty por Luiz Alberto Figueiredo, representante do Brasil junto à ONU.
Em 2016, foi nomeado embaixador do Brasil na Itália, em Malta e em San Marino pelo presidente Michel Temer. Em 2019, foi designado como embaixador no Egito e Eritreia pelo presidente Jair Bolsonaro. Em 2023, foi indicado pelo presidente Luiz Inácio Lula da Silva para assumir o posto de embaixador do Brasil no Reino Unido, com sua nomeação aprovada pelo Senado Federal em maio do mesmo ano.

## Condecorações
- Grã-Cruz da Ordem de Rio Branco, Brasil.
- Grâ-Cruz da Ordem do Mérito Naval, Brasil.
- Comendador especial da Ordem do Mérito Militar, Brasil.[1]
- Medalha da Vitória, Brasil.
- Ordem Nacional do Mérito, França.
- Grâ-Cruz da Ordem do Libertador San Martín, Argentina.
- Grande Oficial da Ordem Real ao Mérito, Noruega.
- Grande Oficial da Ordem Alauita, Marrocos.